# Josh Silver
Josh Silver (Brooklyn, Nueva York, 14 de noviembre de 1962) es un músico estadounidense, que fue teclista, productor e ingeniero de sonido de la banda de gothic/doom metal Type O Negative desde su fundación en 1989 hasta su disolución en 2010, así como de otros proyectos discográficos. La revista en línea Loudwire lo incluyó en 2016 entre los 25 teclistas de rock y metal más influyentes de todos los tiempos, situándolo en el puesto 17.

## Trayectoria
De ascendencia judía, Josh Silver conoció a Peter Steele desde su juventud, con quien entabló una fuerte amistad al compartir gustos musicales semejantes. Josh y Peter formaron la banda de rock Fallout en 1979, donde Silver se desempeñó como teclista. Sin embargo, la banda terminaría disolviéndose en 1982, produciendo sólo un sencillo en su corta vida. Josh y Peter separarían sus caminos en los siguientes ocho años: Peter y el baterista Louie Beateaux fundaron la banda de heavy metal Carnivore, mientras que Josh y el guitarrista John Campos formarían Original Sin.

### Type O Negative
No es hasta 1990 cuando Peter Steele se reencuentra con Josh y le pide unirse a su nueva banda Repulsion con el guitarrista Kenny Hickey y el baterista Sal Abruscato. La banda pronto cambiaría de nombre a Sub Zero, pero debido a problemas legales con otra banda que compartía el mismo nombre (y por no arruinar el significado del tatuaje que cada uno de ellos ya se había hecho con el logo en forma de Θ que habían escogido) pasaron a cambiar su nombre a Type O Negative.
Con Type O Negative Josh Silver no solo se desempeñaría como teclista sino también como productor en todos sus discos, otorgándole a la banda el característico sonido distorsionado de sus álbumes y los gags humorísticos como comentarios y chistes autodespectivos al principio y al final de los mismos.
La banda lanzaría su debut Slow, Deep and Hard en 1991, seguido por el fallido intento de álbum en directo The Origin of the Feces de 1992 (donde la banda tuvo que reducir el costo del presupuesto al gastar casi todo el dinero destinado al mismo en alcohol, según comentaron jocosamente sus miembros), los cuales conservaban un sonido muy cercano al thrash y al sludge metal de Carnivore. Sin embargo no sería hasta 1993 cuando la agrupación por fin probaría el éxito comercial con el lanzamiento de Bloody Kisses, gracias a temas insignia como «Black No. 1» o la reconocida «Christian Woman» —ambos temas fueron acortados para emitirse en radio y la MTV, de cuya edición se encargó el propio Silver—, al introducir un estilo musical más melódico y denso inspirado en el rock gótico y el post punk, alcanzando así por primera vez certificaciones de oro y platino. En el tema de apertura del álbum, la instrumental «Machine Screw», las voces y gemidos femeninos que se escuchan fueron aportados por una exnovia de Silver.
La banda continuaría siendo un icono del metal de los 90 y la primera década del 2000 con obras como October Rust (1996), World Coming Down (1999), Life Is Killing Me (2003) y su último álbum Dead Again (2007), todas con un toque crudo de humor negro y temas alusivos a la lujuria y a la depresión.
Con motivo de sus estudios para obtener el certificado como paramédico, Silver fue temporalmente sustituido por Scott Warren —teclista de Heaven and Hell y Dio, entre otros— durante la minigira de Type O Negative de octubre de 2009 por Estados Unidos. Era la primera y única vez que se ausentaría del grupo, dado que fueron los últimos conciertos de la formación.
Type O Negative encontraría su final, y con él la carrera musical de Josh, en 2010 a raíz de la muerte de su líder Peter Steele a causa de una sepsis el 14 de abril de ese año, producto en parte de una Diverticulitis no diagnosticada que estaba sufriendo el artista durante sus últimos meses de vida. Al ser declarado público su fallecimiento, la banda decide separarse y Josh se retiraría del mundo musical convirtiéndose en paramédico, oficio que aún ejerce en la actualidad.

### Productor discográfico
Como productor, Silver ha descubierto y trabajado con diversas bandas del panorama musical neoyorquino, como Life of Agony —para quienes produjo su álbum de debut, River Runs Red— o Pist.On —que contaron con Silver como productor de Number One, su primer trabajo discográfico—.

## Influencias
Josh ha citado al fallecido teclista y fundador de Deep Purple Jon Lord como su mayor influencia musical. Ha situado a Pink Floyd como grupo favorito, y también ha mencionado como influencias en la música de Type O Negative a Black Sabbath y The Beatles. A su vez, el legendario batería Bill Ward de Black Sabbath es un declarado admirador del trabajo de Silver, a quien ha calificado como «un teclista increíble».